# American Family Field
American Family Field es un estadio de béisbol con sede en Milwaukee, Wisconsin. Es el estadio de los Milwaukee Brewers y su construcción terminó en 2001, reemplazando así el Milwaukee County Stadium. Está situado al suroeste de la intersección de la Interestatal 94 y Miller Park Way (Wisconsin Highway 175). El patrocinador principal es Miller Brewing Company. El contrato de Miller con el estadio era de $ 40 millones, y se prolongará hasta 2020.
Miller Park dispone de un único techo convertible en forma de abanico de América del Norte, que se puede abrir y cerrar en menos de 10 minutos. Los grandes paneles de vidrio permiten utilizar césped natural, aumentada con estructuras de lámpara de calor de ruedas por todo el campo durante la temporada baja.
Miller Park fue el escenario del Juego de Estrellas de año 2002. 
En el año 2021, Miller Park es ahora American Family Field.

## Asistencia
| Asistencia de local en Miller Park | Asistencia de local en Miller Park | Asistencia de local en Miller Park | Asistencia de local en Miller Park |
| Año                                | Asistencia Total                   | Promedio por juego                 | Puesto en la Liga                  |
| ---------------------------------- | ---------------------------------- | ---------------------------------- | ---------------------------------- |
| 2001                               | 2.811.041                          | 34.704                             | 13°                                |
| 2002                               | 1.969.693                          | 24.317                             | 19°                                |
| 2003                               | 1.700.354                          | 20.992                             | 25°                                |
| 2004                               | 2.062.382                          | 25.461                             | 20°                                |
| 2005                               | 2.211.023                          | 27.296                             | 18°                                |
| 2006                               | 2.335.643                          | 28.835                             | 17°                                |
| 2007                               | 2.869.144                          | 35.421                             | 12°                                |
| 2008                               | 3.068.458                          | 37.882                             | 9°                                 |
| 2009                               | 3.037.451                          | 37,499                             | 9°                                 |
| 2010                               | 2.776.531                          | 34.278                             | 11°                                |
| 2011                               | 3.071.373                          | 37.918                             | 7°                                 |
| 2012                               | 2.831.385                          | 34.955                             | 11°                                |
| 2013                               | 2.531.105                          | 31.248                             | 16°                                |
| 2014                               | 2.797.384                          | 34.535                             | 8°                                 |
| 2015                               | 2.542.558                          | 31.389                             | 13°                                |
| 2016                               | 2.314.614                          | 28.575                             | 16°                                |
| 2017                               | 2.558.722                          | 31.589                             | 10°                                |